# قیام گوانگجو
قیام گوانگجو از حوادث سیاسی مهم دوران معاصر است که در کرهٔ جنوبی رخ داد.
پس از ترور پارک چونگ هی، چوی کیو هه بر مسند ریاست جمهوری کرهٔ جنوبی قرار گرفت و سعی کرد سیاست‌های سرکوب گرانه و سخت وی را ادامه بدهد. اما با شورش‌ها و اعتراضات گسترده مردم به خصوص دانشجویان و جوانان مواجه شد. وقتی دانشجویی از دانشگاه ملی چون نام در حین اعتراضات توسط پلیس کشته شد، تظاهرات مردم شدت یافت و اوج این اعتراضات در شهر گوانگجو بود. این اعتراضات در ابتدا مسالمت آمیز بود ولی با واکنش خشونت بار پلیس ضد شورش و گارد امنیت ملی، همه چیز به خشونت کشیده شد. چون دوهوان که ریاست امنیت ملی و معاونت ریاست جمهوری را بر عهده داشت، از سرکوب مخالفان حمایت کرده و آنها را مزدوران و عوامل فریب خورده کمونیست وابسته به کرهٔ شمالی نامید. به این ترتیب بیش از ۵۰۰ نفر به ضرب گلوله یا باتوم کشته شدند. اعتراضات از ۱۸ تا ۲۷ می ۱۹۸۰ ادامه داشت و ارتش و دولت سعی کردند با بستن ورودی‌های شهر و دستگیری خبرنگاران، تمام اخبار را مخفی کنند.
در دههٔ ۹۰ تمام سردمداران و مقامات ارشد نظامی و دولتی که در این حادثه دست داشتند، محاکمه و مجازات شدند. چوی کیو هه که فقط ۸ ماه ریاست جمهوری کرده بود، پس از این قیام ناچار به استعفا شده و جای خود را به چون دو هوان داد. او نیز ۸ سال ریاست جمهوری کره را بر عهده داشت که همچنان با اعتراضات گسترده همراه بود. وی در ۱۹۹۰ به جرم دست داشتن در قیام دانشجویان، محاکمه و به اعدام محکوم شد که البته بعدها شامل تخفیف شده و به حبس تقلیل یافت.

## رسانه
فیلم سینمایی راننده تاکسی در این مورد ساخته شده‌است.
سریال جوانان می پیرامون این قیام ساخته شده است.